# Scho-Ka-Kola
Scho-Ka-Kola — марка немецкого шоколада, который содержит в себе кофеин от какао, жареного кофе и орех колы. Шоколад разделён на части, имеющие форму секторов круга, уложенные двумя слоями в круглую жестяную баночку. Со времени оригинального создания шоколада, рецепт его изготовления изменился незначительно.

## История
Торговая марка Scho-Ka-Kola была создана фирмой Hildebrand, Kakao- und Schokoladenfabrik GmbH в 1935; продукт распространялся во время Летних Олимпийских игр 1936 года как «Спортивный шоколад». В течение Второй мировой войны он являлся «Шоколадом лётчика» и входил в рацион люфтваффе. В течение оккупационного периода Германии Scho-Ka-Kola распределялся союзниками СССР среди немецкого мирного населения.
В 1969 году доктор Ганс Имхофф выкупил фирму, а также выкупил фирму по производству шоколада «Stollwerck AG» у Дойче Банка. 1 июля 2005 года Genuport Trade AG приобрёл торговую марку и права на владение и распоряжение продуктом. В настоящее время Scho-Ka-Kola производят в городе Зальфельд (Тюрингия); он доступен всему населению Германии.

## В массовой культуре
В компьютерных играх Call of Duty и Call of Duty: United Offensive, баночка Scho-Ka-Kola восстанавливает здоровье персонажа на 10 единиц.